# 남양주시 (선거구)
남양주시는 대한민국의 옛 국회의원 선거구이다. 당시 경기도 남양주시 지역을 관할했다.

## 역사
1995년, 미금시와 남양주군이 남양주시로 통합되었다. 이에 제15대 국회의원 선거를 앞두고 미금시·남양주군 선거구가 남양주시 선거구로 개편되었다.
제17대 국회의원 선거를 앞두고 남양주시 선거구가 갑, 을로 분구되면서 폐지되었다.

## 역대 국회의원
| 선거   | 정당 | 정당     | 의원   |
| ------ | ---- | -------- | ------ |
| 1996년 |      | 신한국당 | 이성호 |
| 2000년 |      | 한나라당 | 조정무 |

## 역대 선거 결과

### 대한민국 제15대 국회의원 선거
|  | 42.65% |

|  | 33.06% |

|  | 13.71% |

|  | 7.65% |

|  | 2.91% |

### 대한민국 제16대 국회의원 선거
|  | 36.81% |

|  | 35.78% |

|  | 23.21% |

|  | 4.18% |